# Rhauculanus lineolatus
Rhauculanus lineolatus is een hooiwagen uit de familie Cosmetidae.